# プルトニウム238
プルトニウム238 (Plutonium-238・238Pu) は、プルトニウムの同位体の1つ。

## 概要
238Puは、半減期が87.7年の比較的寿命の短い放射性同位体である。これはプルトニウムの同位体の中で5番目に半減期の長いものである。
238Puはそのほぼ100%がアルファ崩壊によって崩壊し、234Uになる。しかし、低確率ではあるが他の崩壊モードもある。0.00000019%（約5億分の1）は自発核分裂で崩壊し、0.000000000000014%（約7000兆分の1）は32Siを放出して206Hgに、0.000000000000006%（約2京分の1）は28Mgまたは30Mgを放出して210Pbまたは208Pbとなる。後者2つは自発核分裂とは異なり、放出する核種が決まっており、このような崩壊モードをクラスタ崩壊と呼ぶ。クラスタ崩壊が確認されているプルトニウムの同位体は他に236Puと240Puしかない。ほとんどの238Puは、最終的に206Pbに落ち着く。

## 歴史
238Puは世界で初めて合成・発見されたプルトニウムの同位体である。238Puは1940年12月に、グレン・シーボーグ、エドウィン・マクミラン、ジョセフ・ケネディー、アーサー・ワールらによって、カリフォルニア大学バークレー校にて238Uに重陽子を衝突させ238Npを合成し、それが半減期2.117日のベータ崩壊によって238Puが生ずる事を最終的に1941年2月23日に確認した。
{\displaystyle \mathrm {^{238}_{\ 92}U\ +\ _{1}^{2}H\ \longrightarrow \ _{\ 93}^{238}Np\ +\ 2\ _{0}^{1}n\ {\xrightarrow[{2.117\ days}]{\beta ^{-}}}\ _{\ 94}^{238}Pu} }
プルトニウムの発見は第二次世界大戦のさなかという当時の情勢から機密扱いとされ、論文が発表されたのは1946年である。プルトニウムの発見からわずか4年半後の1945年8月9日に長崎市にプルトニウム型原子爆弾が投下されたが、この時使われたファットマンは、238Puの合成からすぐに合成・発見された同位体である239Puを用いたものである。

## 生成
238Puの生成には、多くは237Npが使われている。軽水炉で3年間使用された使用済み核燃料には、1kgあたり約7gの237Npが含まれている。この237Npを選択抽出し、237Npに中性子線を当てることによって238Npに変化させ、ベータ崩壊によって238Puを生じさせるのである。また、アメリシウムを原料とする場合もある。
{\displaystyle \mathrm {^{237}_{\ 93}Np\ +\ _{0}^{1}n\ \longrightarrow \ _{\ 93}^{238}Np\ {\xrightarrow[{2.117\ days}]{\beta ^{-}}}\ _{\ 94}^{238}Pu} }
アメリカ合衆国では後述するとおり238Puを宇宙探査機用によく用いているが、1988年からは安全上の問題で生産を行っていなかった。しかし、ロシアからの供給が2010年にストップしたことから、エネルギー省は2013年3月18日に238Puの生産を再開すると発表した。

## その他の親核種
自然に生ずる崩壊モードに限定した場合、238Puの親核種には238Npのほかに242Cmが挙げられる。242Cmは239Puを燃料とする原子炉内で生成されるキュリウムの同位体では最も普通の核種であり、半減期162.8日のアルファ崩壊によって238Puになる。そのため、例えば加圧水型原子炉の使用済み核燃料には、238Puが1.3 - 2.7%含まれている。ただし、この状態から同位体分離を行うのは技術的に困難であるため、技術的用途には用いられていない。
{\displaystyle \mathrm {^{239}_{\ 94}Pu{\xrightarrow[{}]{+n}}\ _{\ 94}^{240}Pu{\xrightarrow[{}]{+n}}\ _{\ 94}^{241}Pu{\xrightarrow[{14.290\ y}]{\beta ^{-}}}\ _{\ 95}^{241}Am{\xrightarrow[{}]{+n}}\ _{\ 95}^{242m1}Am{\xrightarrow[{141\ y}]{IT}}\ _{\ 95}^{242}Am{\xrightarrow[{16.02\ h}]{\beta ^{-}}}\ _{\ 96}^{242}Cm{\xrightarrow[{162.8\ d}]{\alpha }}\ _{\ 94}^{238}Pu} }
上記で挙げたとおり最初の238Puは238Uから人工的に生成されたが、実は直接238Puになる崩壊モードも存在する。しかしそれは二重ベータ崩壊という非常に確率の低いモードであり、0.000000000219%（約46億分の1）の確率でしか発生しない。238Uそのものの半減期も44億6800万年と非常に長いため、この方法も実用できる量を生成するのは現実的な話ではない。
そのほか、親核種には238Amの陽電子放出が挙げられる。

## 用途

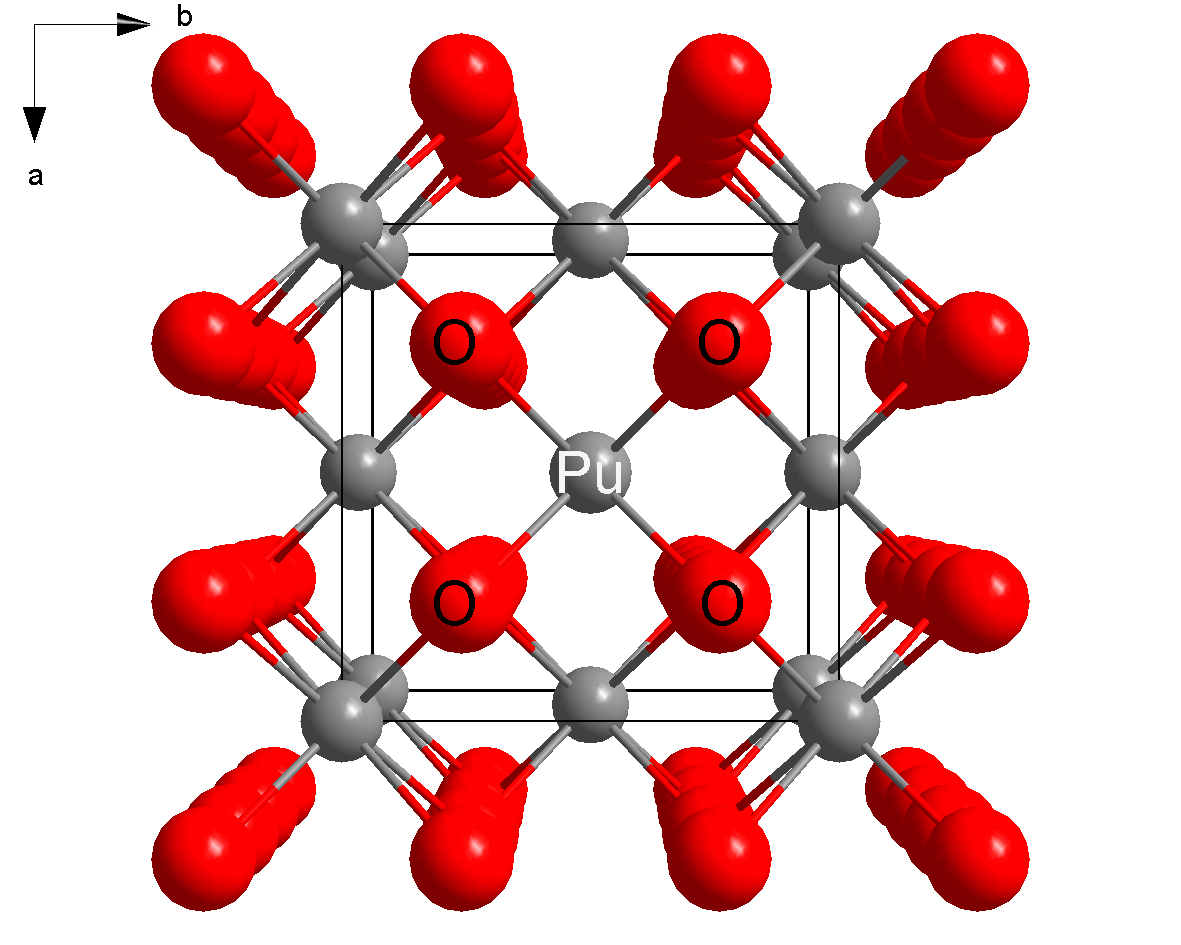
RTG燃料として使われる^{238}Puは二酸化プルトニウム (PuO_{2}) の形で用いられている。

238Puは、ほとんどがアルファ崩壊によってのみ崩壊し、半減期も87.7年という適度な長さを持つ。この性質は、崩壊熱を利用しゼーベック効果によって電力を生み出す放射性同位体熱電気転換器 (RTG) には都合が良い。実際、238Puは最も良く使われているRTG燃料である。238Puの崩壊エネルギーは1kgあたり540Wであり、十分効率的である。また、放射線の外部漏洩を防ぐ鉛防護壁の厚さは2.5mm以下で済み、適切な格納容器があれば防護壁が不要である場合が多い。熱量が大きく、適度な寿命と防護壁の不要性は、重量が厳しく制限される宇宙探査機の要望に応えるものである。また、ガンマ線や中性子線もほとんど放出されない。RTG用の238Puは二酸化プルトニウム (PuO2) の形で用いられる。
238PuのRTGを利用した探査機はボイジャー1号、ボイジャー2号、パイオニア10号、パイオニア11号、ニュー・ホライズンズ、カッシーニなどである。2011年現在では、木星探査機のジュノーのような、太陽から遠方でもRTGを用いず太陽光パネルで電力をまかなう探査機も開発されているが、一般的には木星より外側の太陽系の外側を探査する場合、太陽光パネルで電力を得るのには太陽光が弱すぎるため、238PuのRTGが電力として利用される場合が多い。また、キュリオシティ以降の火星探査車も、砂嵐が多く砂塵が太陽電池の上に堆積しやすい火星環境下で、昼夜関係なく動作するために238PuのRTGを使用している。
なお、238PuのRTGは、1960年代に一部の埋め込み型の心臓ペースメーカーに使われていた事があるが、リチウム電池の性能が向上した1970年代からは使われなくなっている。